# 巛部

另一個變體筆順

巛部，為漢字索引裡為部首之一，康熙字典214個部首中的第四十七個（三劃的則為第十八個）。在傳統漢字與中文簡化字中，巛部都被歸於三劃部首。巛部通常是從上、下方及中間均可為部字，且無其他部首可用者將部首歸為巛部。

## 部首單字解釋
㈠ㄔㄨㄢ，川的本字。
㈡ㄕㄨㄣˋ，鬊的古文。
𡿨：ㄑㄩㄢˊ，田中的小水溝，畎的古文。見說文。
巜：①ㄎㄨㄞˋ，田中略大於𡿨的水溝，通作澮。見說文。②ㄍㄨㄞˋ，水流聲。見說文。

## 字形

甲骨文
金文
大篆
小篆

## 名稱
- 漢語：巛部（拼音：chuānbù　注音：ㄔㄨㄢ ㄅㄨˋ）
- 日語：
- 朝鲜語：

## 字例
| 除部首外之筆劃 | 字例 -{  |
| -------------- | -------- |
| 0              | 巛𡿨巜川 |
| 3              | 州巟㠩   |
| 4              | 巡巠     |
| 6              | 𡿺       |
| 8              | 巢巣     |
| 12             | 巤 }-    |